# Italienische Fußballmeisterschaft 1911/12
Die Italienische Fußballmeisterschaft 1911/12 war die 15. italienische Fußballmeisterschaft, die von der Federazione Italiana Giuoco Calcio (FIGC) ausgetragen wurde.

## Organisation
Der italienische Fußballmeister 1911/12 wurde zunächst in einer Gruppenphase ermittelt, an der 14 Mannschaften, aufgeteilt in zwei Gruppen, teilnahmen. Vier Mannschaften aus Venetien und Emilia-Romagna spielten in der einen Gruppe, zehn Mannschaften aus dem Piemont, der Lombardei und Ligurien in der anderen. Dabei spielte jede Mannschaft zweimal gegen jede andere Mannschaft. Die Tabellenersten jeder Gruppe trugen dann in Hin- und Rückspiel das Finale um die Meisterschaft aus.

## 1. Runde

### Piemont-Lombardei-Ligurien
Die AS Casale nahm erstmals an der Meisterschaft teil.
| Pl. | Verein              | Sp. | S  | U | N  | Tore    | Diff. | Punkte |
| --- | ------------------- | --- | -- | - | -- | ------- | ----- | ------ |
| 1.  | SG Pro Vercelli (M) | 18  | 15 | 2 | 1  | 050:120 | +38   | 32     |
| 2.  | AC Mailand          | 18  | 14 | 3 | 1  | 060:100 | +50   | 31     |
| 3.  | CFC Genua           | 18  | 10 | 4 | 4  | 035:210 | +14   | 24     |
| 4.  | Inter Mailand       | 18  | 10 | 1 | 7  | 042:220 | +20   | 21     |
| 4.  | FC Turin            | 18  | 10 | 1 | 7  | 031:310 | ±0    | 21     |
| 6.  | AS Casale           | 18  | 6  | 3 | 9  | 019:260 | −7    | 15     |
| 6.  | SG Andrea Doria     | 18  | 7  | 1 | 10 | 024:370 | −13   | 15     |
| 8.  | Juventus Turin      | 18  | 3  | 3 | 12 | 022:470 | −25   | 09     |
| 9.  | US Milanese         | 18  | 3  | 2 | 13 | 018:520 | −34   | 08     |
| 10. | Piemonte FC         | 18  | 1  | 2 | 15 | 016:590 | −43   | 04     |

| (M) | Italienischer Meister 1910/11 |

| 1911/12         | Doria | Casale | Genua | Inter | Juve | Milan | Piem. | Pro Ver. | Torino | US Mil. |
| --------------- | ----- | ------ | ----- | ----- | ---- | ----- | ----- | -------- | ------ | ------- |
| SG Andrea Doria |       | 2:1    | 1:2   | 0:2   | 1:0  | 0:4   | 8:0   | 0:2      | 3:1    | 4:2     |
| AS Casale       | 3:0   |        | 0:1   | 0:3   | 2:0  | 0:1   | 2:0   | 1:2      | 2:2    | 2:0     |
| CFC Genua       | 1:1   | 1:1    |       | 3:2   | 2:0  | 1:0   | 5:1   | 0:1      | 2:2    | 3:2     |
| Inter Mailand   | 4:0   | 0:1    | 1:3   |       | 6:1  | 0:3   | 5:1   | 2:1      | 1:1    | 2:0     |
| Juventus Turin  | 4:0   | 2:2    | 1:5   | 0:4   |      | 0:4   | 5:2   | 1:3      | 1:1    | 1:1     |
| AC Mailand      | 4:0   | 6:0    | 1:0   | 2:1   | 1:8  |       | 1:1   | 2:2      | 3:1    | 6:0     |
| Piemonte FC     | 1:2   | 2:1    | 0:2   | 1:2   | 1:4  | 0:3   |       | 1:6      | 1:2    | 1:1     |
| SG Pro Vercelli | 3:0   | 3:0    | 2:0   | 3:1   | 1:0  | 1:1   | 4:2   |          | 1:0    | 3:0     |
| FC Turin        | 2:0   | 1:0    | 2:2   | 2:1   | 2:1  | 1:6   | 3:0   | 1:5      |        | 6:2     |
| US Milanese     | 1:2   | 0:1    | 3:2   | 0:5   | 2:0  | 1:5   | 3:1   | 0:7      | 0:1    |         |

### Venetien-Emilia Romagna
| Pl. | Verein         | Sp. | S | U | N | Tore    | Diff. | Punkte |
| --- | -------------- | --- | - | - | - | ------- | ----- | ------ |
| 1.  | SSC Venedig    | 6   | 3 | 1 | 2 | 008:120 | −4    | 07     |
| 2.  | Vicenza Calcio | 6   | 3 | 0 | 3 | 010:700 | +3    | 06     |
| 2.  | Hellas Verona  | 6   | 2 | 2 | 2 | 009:900 | ±0    | 06     |
| 4.  | FC Bologna     | 6   | 2 | 1 | 3 | 010:900 | +1    | 05     |

| 1911/12        | Bolog. | Hellas | Vened. | Vizen. |
| -------------- | ------ | ------ | ------ | ------ |
| FC Bologna     |        | 2:2    | 3:0    | 3:2    |
| Hellas Verona  | 2:1    |        | 1:1    | 2:1    |
| SSC Venedig    | 2:1    | 3:2    |        | 1:0    |
| Vicenza Calcio | 1:0    | 1:0    | 5:1    |        |

## Finale
|             | Gesamt |                 | Hinspiel | Rückspiel |
| ----------- | ------ | --------------- | -------- | --------- |
| SSC Venedig | 00:13  | SG Pro Vercelli | 0:6      | 0:7       |

## Meister
Damit gewann die SG Pro Vercelli zum zweiten Mal in Folge und insgesamt zum vierten Mal die italienische Fußballmeisterschaft.
| Meister         |
| --------------- |
| SG Pro Vercelli |

### Meistermannschaft
- Giovanni Innocenti
- Angelo Binaschi
- Guido Ara
- Giuseppe Milano I
- Pietro Leone I
- Felice Milano II
- Felice Berardo II
- Pietro Ferraro I
- Carlo Rampini I
- Carlo Corna I